# Webfoot Technologies
 (octobre 2012).
Webfoot Technologies est une entreprise américaine de développement de jeux vidéo.